# MG-126
A MG-126 é uma rodovia brasileira do estado de Minas Gerais. Pela direção e sentido que ela percorre, é considerada uma rodovia longitudinal.
Liga a rodovia MG-353 em Rio Novo à divisa dos estados de Minas Gerais e Rio de Janeiro, entre os municípios de Chiador e Sapucaia. A rodovia possui 99,1 km, sendo 73,6 pavimentados (de Rio Novo à Mar de Espanha).
A estrada passa pelos seguintes municípios:
- Rio Novo
- São João Nepomuceno
- Pequeri
- Rochedo de Minas
- Bicas
- Mar de Espanha
- Chiador